# Torre (scacchi)

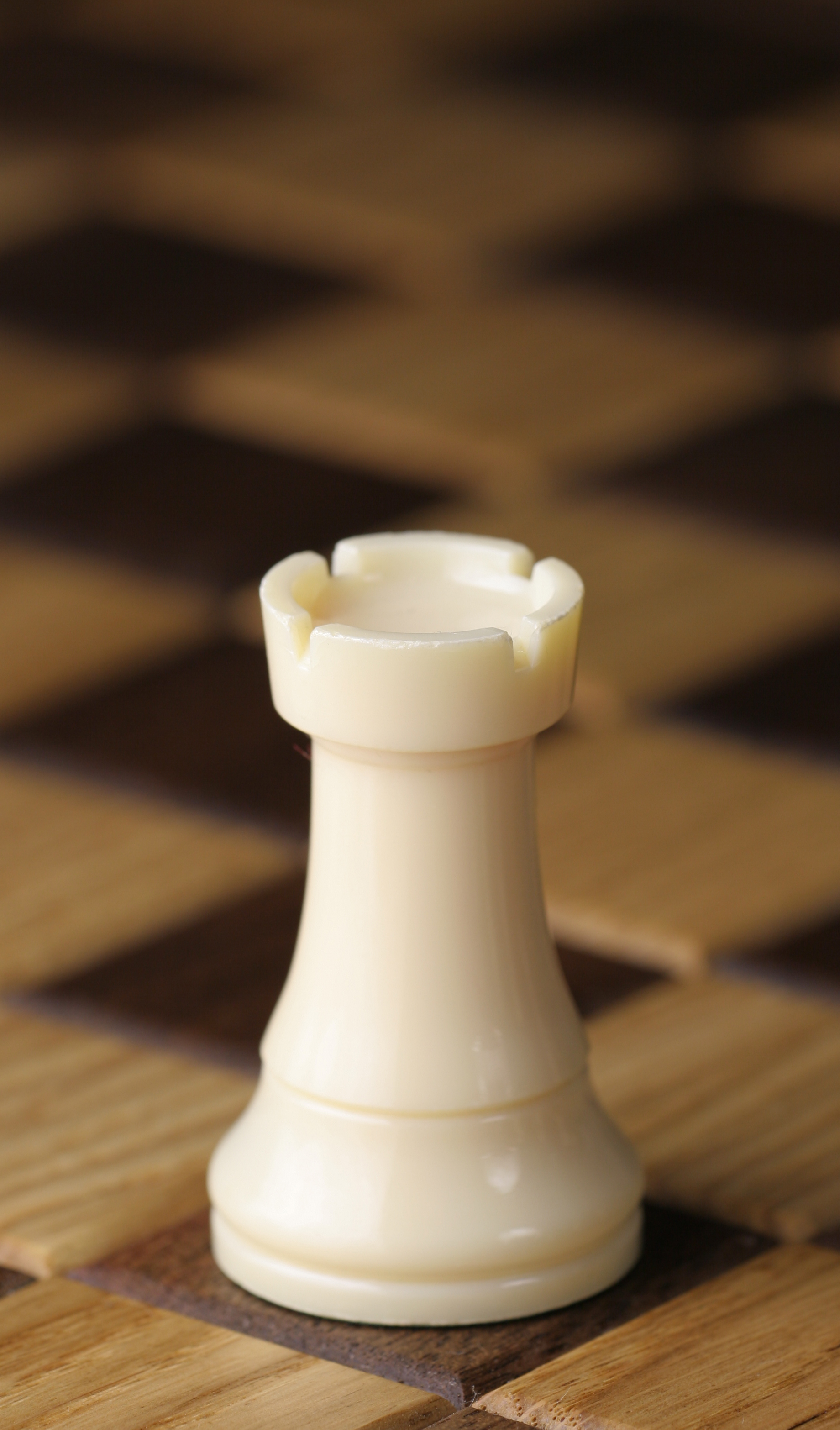
Una torre bianca

Nel gioco degli scacchi la torre (♖, ♜) è uno dei pezzi a disposizione dei giocatori. Le torri vengono rappresentate come delle "torri d'assedio". Nell'antico gioco indiano erano raffigurate da torri sorrette su degli elefanti.

## Il movimento
|   | a                                                                                 | b                                                                                 | c                                                                                 | d                                                                                 | e                                                                                 | f                                                                                 | g                                                                                 | h                                                                                 |   |
| 8 | a8 torre del nero · h8 torre del nero · a1 torre del bianco · h1 torre del bianco | a8 torre del nero · h8 torre del nero · a1 torre del bianco · h1 torre del bianco | a8 torre del nero · h8 torre del nero · a1 torre del bianco · h1 torre del bianco | a8 torre del nero · h8 torre del nero · a1 torre del bianco · h1 torre del bianco | a8 torre del nero · h8 torre del nero · a1 torre del bianco · h1 torre del bianco | a8 torre del nero · h8 torre del nero · a1 torre del bianco · h1 torre del bianco | a8 torre del nero · h8 torre del nero · a1 torre del bianco · h1 torre del bianco | a8 torre del nero · h8 torre del nero · a1 torre del bianco · h1 torre del bianco | 8 |
| 7 | a8 torre del nero · h8 torre del nero · a1 torre del bianco · h1 torre del bianco | a8 torre del nero · h8 torre del nero · a1 torre del bianco · h1 torre del bianco | a8 torre del nero · h8 torre del nero · a1 torre del bianco · h1 torre del bianco | a8 torre del nero · h8 torre del nero · a1 torre del bianco · h1 torre del bianco | a8 torre del nero · h8 torre del nero · a1 torre del bianco · h1 torre del bianco | a8 torre del nero · h8 torre del nero · a1 torre del bianco · h1 torre del bianco | a8 torre del nero · h8 torre del nero · a1 torre del bianco · h1 torre del bianco | a8 torre del nero · h8 torre del nero · a1 torre del bianco · h1 torre del bianco | 7 |
| 6 | a8 torre del nero · h8 torre del nero · a1 torre del bianco · h1 torre del bianco | a8 torre del nero · h8 torre del nero · a1 torre del bianco · h1 torre del bianco | a8 torre del nero · h8 torre del nero · a1 torre del bianco · h1 torre del bianco | a8 torre del nero · h8 torre del nero · a1 torre del bianco · h1 torre del bianco | a8 torre del nero · h8 torre del nero · a1 torre del bianco · h1 torre del bianco | a8 torre del nero · h8 torre del nero · a1 torre del bianco · h1 torre del bianco | a8 torre del nero · h8 torre del nero · a1 torre del bianco · h1 torre del bianco | a8 torre del nero · h8 torre del nero · a1 torre del bianco · h1 torre del bianco | 6 |
| 5 | a8 torre del nero · h8 torre del nero · a1 torre del bianco · h1 torre del bianco | a8 torre del nero · h8 torre del nero · a1 torre del bianco · h1 torre del bianco | a8 torre del nero · h8 torre del nero · a1 torre del bianco · h1 torre del bianco | a8 torre del nero · h8 torre del nero · a1 torre del bianco · h1 torre del bianco | a8 torre del nero · h8 torre del nero · a1 torre del bianco · h1 torre del bianco | a8 torre del nero · h8 torre del nero · a1 torre del bianco · h1 torre del bianco | a8 torre del nero · h8 torre del nero · a1 torre del bianco · h1 torre del bianco | a8 torre del nero · h8 torre del nero · a1 torre del bianco · h1 torre del bianco | 5 |
| 4 | a8 torre del nero · h8 torre del nero · a1 torre del bianco · h1 torre del bianco | a8 torre del nero · h8 torre del nero · a1 torre del bianco · h1 torre del bianco | a8 torre del nero · h8 torre del nero · a1 torre del bianco · h1 torre del bianco | a8 torre del nero · h8 torre del nero · a1 torre del bianco · h1 torre del bianco | a8 torre del nero · h8 torre del nero · a1 torre del bianco · h1 torre del bianco | a8 torre del nero · h8 torre del nero · a1 torre del bianco · h1 torre del bianco | a8 torre del nero · h8 torre del nero · a1 torre del bianco · h1 torre del bianco | a8 torre del nero · h8 torre del nero · a1 torre del bianco · h1 torre del bianco | 4 |
| 3 | a8 torre del nero · h8 torre del nero · a1 torre del bianco · h1 torre del bianco | a8 torre del nero · h8 torre del nero · a1 torre del bianco · h1 torre del bianco | a8 torre del nero · h8 torre del nero · a1 torre del bianco · h1 torre del bianco | a8 torre del nero · h8 torre del nero · a1 torre del bianco · h1 torre del bianco | a8 torre del nero · h8 torre del nero · a1 torre del bianco · h1 torre del bianco | a8 torre del nero · h8 torre del nero · a1 torre del bianco · h1 torre del bianco | a8 torre del nero · h8 torre del nero · a1 torre del bianco · h1 torre del bianco | a8 torre del nero · h8 torre del nero · a1 torre del bianco · h1 torre del bianco | 3 |
| 2 | a8 torre del nero · h8 torre del nero · a1 torre del bianco · h1 torre del bianco | a8 torre del nero · h8 torre del nero · a1 torre del bianco · h1 torre del bianco | a8 torre del nero · h8 torre del nero · a1 torre del bianco · h1 torre del bianco | a8 torre del nero · h8 torre del nero · a1 torre del bianco · h1 torre del bianco | a8 torre del nero · h8 torre del nero · a1 torre del bianco · h1 torre del bianco | a8 torre del nero · h8 torre del nero · a1 torre del bianco · h1 torre del bianco | a8 torre del nero · h8 torre del nero · a1 torre del bianco · h1 torre del bianco | a8 torre del nero · h8 torre del nero · a1 torre del bianco · h1 torre del bianco | 2 |
| 1 | a8 torre del nero · h8 torre del nero · a1 torre del bianco · h1 torre del bianco | a8 torre del nero · h8 torre del nero · a1 torre del bianco · h1 torre del bianco | a8 torre del nero · h8 torre del nero · a1 torre del bianco · h1 torre del bianco | a8 torre del nero · h8 torre del nero · a1 torre del bianco · h1 torre del bianco | a8 torre del nero · h8 torre del nero · a1 torre del bianco · h1 torre del bianco | a8 torre del nero · h8 torre del nero · a1 torre del bianco · h1 torre del bianco | a8 torre del nero · h8 torre del nero · a1 torre del bianco · h1 torre del bianco | a8 torre del nero · h8 torre del nero · a1 torre del bianco · h1 torre del bianco | 1 |
|   | a                                                                                 | b                                                                                 | c                                                                                 | d                                                                                 | e                                                                                 | f                                                                                 | g                                                                                 | h                                                                                 |   |

|   | a | b | c | d | e | f | g | h |   |
| 8 | d8 cerchio bianco · d7 cerchio bianco · d6 cerchio bianco · d5 cerchio bianco · a4 cerchio bianco · b4 cerchio bianco · c4 cerchio bianco · d4 torre del bianco · e4 cerchio bianco · f4 cerchio bianco · g4 cerchio bianco · h4 cerchio bianco · d3 cerchio bianco · d2 cerchio bianco · d1 cerchio bianco | d8 cerchio bianco · d7 cerchio bianco · d6 cerchio bianco · d5 cerchio bianco · a4 cerchio bianco · b4 cerchio bianco · c4 cerchio bianco · d4 torre del bianco · e4 cerchio bianco · f4 cerchio bianco · g4 cerchio bianco · h4 cerchio bianco · d3 cerchio bianco · d2 cerchio bianco · d1 cerchio bianco | d8 cerchio bianco · d7 cerchio bianco · d6 cerchio bianco · d5 cerchio bianco · a4 cerchio bianco · b4 cerchio bianco · c4 cerchio bianco · d4 torre del bianco · e4 cerchio bianco · f4 cerchio bianco · g4 cerchio bianco · h4 cerchio bianco · d3 cerchio bianco · d2 cerchio bianco · d1 cerchio bianco | d8 cerchio bianco · d7 cerchio bianco · d6 cerchio bianco · d5 cerchio bianco · a4 cerchio bianco · b4 cerchio bianco · c4 cerchio bianco · d4 torre del bianco · e4 cerchio bianco · f4 cerchio bianco · g4 cerchio bianco · h4 cerchio bianco · d3 cerchio bianco · d2 cerchio bianco · d1 cerchio bianco | d8 cerchio bianco · d7 cerchio bianco · d6 cerchio bianco · d5 cerchio bianco · a4 cerchio bianco · b4 cerchio bianco · c4 cerchio bianco · d4 torre del bianco · e4 cerchio bianco · f4 cerchio bianco · g4 cerchio bianco · h4 cerchio bianco · d3 cerchio bianco · d2 cerchio bianco · d1 cerchio bianco | d8 cerchio bianco · d7 cerchio bianco · d6 cerchio bianco · d5 cerchio bianco · a4 cerchio bianco · b4 cerchio bianco · c4 cerchio bianco · d4 torre del bianco · e4 cerchio bianco · f4 cerchio bianco · g4 cerchio bianco · h4 cerchio bianco · d3 cerchio bianco · d2 cerchio bianco · d1 cerchio bianco | d8 cerchio bianco · d7 cerchio bianco · d6 cerchio bianco · d5 cerchio bianco · a4 cerchio bianco · b4 cerchio bianco · c4 cerchio bianco · d4 torre del bianco · e4 cerchio bianco · f4 cerchio bianco · g4 cerchio bianco · h4 cerchio bianco · d3 cerchio bianco · d2 cerchio bianco · d1 cerchio bianco | d8 cerchio bianco · d7 cerchio bianco · d6 cerchio bianco · d5 cerchio bianco · a4 cerchio bianco · b4 cerchio bianco · c4 cerchio bianco · d4 torre del bianco · e4 cerchio bianco · f4 cerchio bianco · g4 cerchio bianco · h4 cerchio bianco · d3 cerchio bianco · d2 cerchio bianco · d1 cerchio bianco | 8 |
| 7 | d8 cerchio bianco · d7 cerchio bianco · d6 cerchio bianco · d5 cerchio bianco · a4 cerchio bianco · b4 cerchio bianco · c4 cerchio bianco · d4 torre del bianco · e4 cerchio bianco · f4 cerchio bianco · g4 cerchio bianco · h4 cerchio bianco · d3 cerchio bianco · d2 cerchio bianco · d1 cerchio bianco | d8 cerchio bianco · d7 cerchio bianco · d6 cerchio bianco · d5 cerchio bianco · a4 cerchio bianco · b4 cerchio bianco · c4 cerchio bianco · d4 torre del bianco · e4 cerchio bianco · f4 cerchio bianco · g4 cerchio bianco · h4 cerchio bianco · d3 cerchio bianco · d2 cerchio bianco · d1 cerchio bianco | d8 cerchio bianco · d7 cerchio bianco · d6 cerchio bianco · d5 cerchio bianco · a4 cerchio bianco · b4 cerchio bianco · c4 cerchio bianco · d4 torre del bianco · e4 cerchio bianco · f4 cerchio bianco · g4 cerchio bianco · h4 cerchio bianco · d3 cerchio bianco · d2 cerchio bianco · d1 cerchio bianco | d8 cerchio bianco · d7 cerchio bianco · d6 cerchio bianco · d5 cerchio bianco · a4 cerchio bianco · b4 cerchio bianco · c4 cerchio bianco · d4 torre del bianco · e4 cerchio bianco · f4 cerchio bianco · g4 cerchio bianco · h4 cerchio bianco · d3 cerchio bianco · d2 cerchio bianco · d1 cerchio bianco | d8 cerchio bianco · d7 cerchio bianco · d6 cerchio bianco · d5 cerchio bianco · a4 cerchio bianco · b4 cerchio bianco · c4 cerchio bianco · d4 torre del bianco · e4 cerchio bianco · f4 cerchio bianco · g4 cerchio bianco · h4 cerchio bianco · d3 cerchio bianco · d2 cerchio bianco · d1 cerchio bianco | d8 cerchio bianco · d7 cerchio bianco · d6 cerchio bianco · d5 cerchio bianco · a4 cerchio bianco · b4 cerchio bianco · c4 cerchio bianco · d4 torre del bianco · e4 cerchio bianco · f4 cerchio bianco · g4 cerchio bianco · h4 cerchio bianco · d3 cerchio bianco · d2 cerchio bianco · d1 cerchio bianco | d8 cerchio bianco · d7 cerchio bianco · d6 cerchio bianco · d5 cerchio bianco · a4 cerchio bianco · b4 cerchio bianco · c4 cerchio bianco · d4 torre del bianco · e4 cerchio bianco · f4 cerchio bianco · g4 cerchio bianco · h4 cerchio bianco · d3 cerchio bianco · d2 cerchio bianco · d1 cerchio bianco | d8 cerchio bianco · d7 cerchio bianco · d6 cerchio bianco · d5 cerchio bianco · a4 cerchio bianco · b4 cerchio bianco · c4 cerchio bianco · d4 torre del bianco · e4 cerchio bianco · f4 cerchio bianco · g4 cerchio bianco · h4 cerchio bianco · d3 cerchio bianco · d2 cerchio bianco · d1 cerchio bianco | 7 |
| 6 | d8 cerchio bianco · d7 cerchio bianco · d6 cerchio bianco · d5 cerchio bianco · a4 cerchio bianco · b4 cerchio bianco · c4 cerchio bianco · d4 torre del bianco · e4 cerchio bianco · f4 cerchio bianco · g4 cerchio bianco · h4 cerchio bianco · d3 cerchio bianco · d2 cerchio bianco · d1 cerchio bianco | d8 cerchio bianco · d7 cerchio bianco · d6 cerchio bianco · d5 cerchio bianco · a4 cerchio bianco · b4 cerchio bianco · c4 cerchio bianco · d4 torre del bianco · e4 cerchio bianco · f4 cerchio bianco · g4 cerchio bianco · h4 cerchio bianco · d3 cerchio bianco · d2 cerchio bianco · d1 cerchio bianco | d8 cerchio bianco · d7 cerchio bianco · d6 cerchio bianco · d5 cerchio bianco · a4 cerchio bianco · b4 cerchio bianco · c4 cerchio bianco · d4 torre del bianco · e4 cerchio bianco · f4 cerchio bianco · g4 cerchio bianco · h4 cerchio bianco · d3 cerchio bianco · d2 cerchio bianco · d1 cerchio bianco | d8 cerchio bianco · d7 cerchio bianco · d6 cerchio bianco · d5 cerchio bianco · a4 cerchio bianco · b4 cerchio bianco · c4 cerchio bianco · d4 torre del bianco · e4 cerchio bianco · f4 cerchio bianco · g4 cerchio bianco · h4 cerchio bianco · d3 cerchio bianco · d2 cerchio bianco · d1 cerchio bianco | d8 cerchio bianco · d7 cerchio bianco · d6 cerchio bianco · d5 cerchio bianco · a4 cerchio bianco · b4 cerchio bianco · c4 cerchio bianco · d4 torre del bianco · e4 cerchio bianco · f4 cerchio bianco · g4 cerchio bianco · h4 cerchio bianco · d3 cerchio bianco · d2 cerchio bianco · d1 cerchio bianco | d8 cerchio bianco · d7 cerchio bianco · d6 cerchio bianco · d5 cerchio bianco · a4 cerchio bianco · b4 cerchio bianco · c4 cerchio bianco · d4 torre del bianco · e4 cerchio bianco · f4 cerchio bianco · g4 cerchio bianco · h4 cerchio bianco · d3 cerchio bianco · d2 cerchio bianco · d1 cerchio bianco | d8 cerchio bianco · d7 cerchio bianco · d6 cerchio bianco · d5 cerchio bianco · a4 cerchio bianco · b4 cerchio bianco · c4 cerchio bianco · d4 torre del bianco · e4 cerchio bianco · f4 cerchio bianco · g4 cerchio bianco · h4 cerchio bianco · d3 cerchio bianco · d2 cerchio bianco · d1 cerchio bianco | d8 cerchio bianco · d7 cerchio bianco · d6 cerchio bianco · d5 cerchio bianco · a4 cerchio bianco · b4 cerchio bianco · c4 cerchio bianco · d4 torre del bianco · e4 cerchio bianco · f4 cerchio bianco · g4 cerchio bianco · h4 cerchio bianco · d3 cerchio bianco · d2 cerchio bianco · d1 cerchio bianco | 6 |
| 5 | d8 cerchio bianco · d7 cerchio bianco · d6 cerchio bianco · d5 cerchio bianco · a4 cerchio bianco · b4 cerchio bianco · c4 cerchio bianco · d4 torre del bianco · e4 cerchio bianco · f4 cerchio bianco · g4 cerchio bianco · h4 cerchio bianco · d3 cerchio bianco · d2 cerchio bianco · d1 cerchio bianco | d8 cerchio bianco · d7 cerchio bianco · d6 cerchio bianco · d5 cerchio bianco · a4 cerchio bianco · b4 cerchio bianco · c4 cerchio bianco · d4 torre del bianco · e4 cerchio bianco · f4 cerchio bianco · g4 cerchio bianco · h4 cerchio bianco · d3 cerchio bianco · d2 cerchio bianco · d1 cerchio bianco | d8 cerchio bianco · d7 cerchio bianco · d6 cerchio bianco · d5 cerchio bianco · a4 cerchio bianco · b4 cerchio bianco · c4 cerchio bianco · d4 torre del bianco · e4 cerchio bianco · f4 cerchio bianco · g4 cerchio bianco · h4 cerchio bianco · d3 cerchio bianco · d2 cerchio bianco · d1 cerchio bianco | d8 cerchio bianco · d7 cerchio bianco · d6 cerchio bianco · d5 cerchio bianco · a4 cerchio bianco · b4 cerchio bianco · c4 cerchio bianco · d4 torre del bianco · e4 cerchio bianco · f4 cerchio bianco · g4 cerchio bianco · h4 cerchio bianco · d3 cerchio bianco · d2 cerchio bianco · d1 cerchio bianco | d8 cerchio bianco · d7 cerchio bianco · d6 cerchio bianco · d5 cerchio bianco · a4 cerchio bianco · b4 cerchio bianco · c4 cerchio bianco · d4 torre del bianco · e4 cerchio bianco · f4 cerchio bianco · g4 cerchio bianco · h4 cerchio bianco · d3 cerchio bianco · d2 cerchio bianco · d1 cerchio bianco | d8 cerchio bianco · d7 cerchio bianco · d6 cerchio bianco · d5 cerchio bianco · a4 cerchio bianco · b4 cerchio bianco · c4 cerchio bianco · d4 torre del bianco · e4 cerchio bianco · f4 cerchio bianco · g4 cerchio bianco · h4 cerchio bianco · d3 cerchio bianco · d2 cerchio bianco · d1 cerchio bianco | d8 cerchio bianco · d7 cerchio bianco · d6 cerchio bianco · d5 cerchio bianco · a4 cerchio bianco · b4 cerchio bianco · c4 cerchio bianco · d4 torre del bianco · e4 cerchio bianco · f4 cerchio bianco · g4 cerchio bianco · h4 cerchio bianco · d3 cerchio bianco · d2 cerchio bianco · d1 cerchio bianco | d8 cerchio bianco · d7 cerchio bianco · d6 cerchio bianco · d5 cerchio bianco · a4 cerchio bianco · b4 cerchio bianco · c4 cerchio bianco · d4 torre del bianco · e4 cerchio bianco · f4 cerchio bianco · g4 cerchio bianco · h4 cerchio bianco · d3 cerchio bianco · d2 cerchio bianco · d1 cerchio bianco | 5 |
| 4 | d8 cerchio bianco · d7 cerchio bianco · d6 cerchio bianco · d5 cerchio bianco · a4 cerchio bianco · b4 cerchio bianco · c4 cerchio bianco · d4 torre del bianco · e4 cerchio bianco · f4 cerchio bianco · g4 cerchio bianco · h4 cerchio bianco · d3 cerchio bianco · d2 cerchio bianco · d1 cerchio bianco | d8 cerchio bianco · d7 cerchio bianco · d6 cerchio bianco · d5 cerchio bianco · a4 cerchio bianco · b4 cerchio bianco · c4 cerchio bianco · d4 torre del bianco · e4 cerchio bianco · f4 cerchio bianco · g4 cerchio bianco · h4 cerchio bianco · d3 cerchio bianco · d2 cerchio bianco · d1 cerchio bianco | d8 cerchio bianco · d7 cerchio bianco · d6 cerchio bianco · d5 cerchio bianco · a4 cerchio bianco · b4 cerchio bianco · c4 cerchio bianco · d4 torre del bianco · e4 cerchio bianco · f4 cerchio bianco · g4 cerchio bianco · h4 cerchio bianco · d3 cerchio bianco · d2 cerchio bianco · d1 cerchio bianco | d8 cerchio bianco · d7 cerchio bianco · d6 cerchio bianco · d5 cerchio bianco · a4 cerchio bianco · b4 cerchio bianco · c4 cerchio bianco · d4 torre del bianco · e4 cerchio bianco · f4 cerchio bianco · g4 cerchio bianco · h4 cerchio bianco · d3 cerchio bianco · d2 cerchio bianco · d1 cerchio bianco | d8 cerchio bianco · d7 cerchio bianco · d6 cerchio bianco · d5 cerchio bianco · a4 cerchio bianco · b4 cerchio bianco · c4 cerchio bianco · d4 torre del bianco · e4 cerchio bianco · f4 cerchio bianco · g4 cerchio bianco · h4 cerchio bianco · d3 cerchio bianco · d2 cerchio bianco · d1 cerchio bianco | d8 cerchio bianco · d7 cerchio bianco · d6 cerchio bianco · d5 cerchio bianco · a4 cerchio bianco · b4 cerchio bianco · c4 cerchio bianco · d4 torre del bianco · e4 cerchio bianco · f4 cerchio bianco · g4 cerchio bianco · h4 cerchio bianco · d3 cerchio bianco · d2 cerchio bianco · d1 cerchio bianco | d8 cerchio bianco · d7 cerchio bianco · d6 cerchio bianco · d5 cerchio bianco · a4 cerchio bianco · b4 cerchio bianco · c4 cerchio bianco · d4 torre del bianco · e4 cerchio bianco · f4 cerchio bianco · g4 cerchio bianco · h4 cerchio bianco · d3 cerchio bianco · d2 cerchio bianco · d1 cerchio bianco | d8 cerchio bianco · d7 cerchio bianco · d6 cerchio bianco · d5 cerchio bianco · a4 cerchio bianco · b4 cerchio bianco · c4 cerchio bianco · d4 torre del bianco · e4 cerchio bianco · f4 cerchio bianco · g4 cerchio bianco · h4 cerchio bianco · d3 cerchio bianco · d2 cerchio bianco · d1 cerchio bianco | 4 |
| 3 | d8 cerchio bianco · d7 cerchio bianco · d6 cerchio bianco · d5 cerchio bianco · a4 cerchio bianco · b4 cerchio bianco · c4 cerchio bianco · d4 torre del bianco · e4 cerchio bianco · f4 cerchio bianco · g4 cerchio bianco · h4 cerchio bianco · d3 cerchio bianco · d2 cerchio bianco · d1 cerchio bianco | d8 cerchio bianco · d7 cerchio bianco · d6 cerchio bianco · d5 cerchio bianco · a4 cerchio bianco · b4 cerchio bianco · c4 cerchio bianco · d4 torre del bianco · e4 cerchio bianco · f4 cerchio bianco · g4 cerchio bianco · h4 cerchio bianco · d3 cerchio bianco · d2 cerchio bianco · d1 cerchio bianco | d8 cerchio bianco · d7 cerchio bianco · d6 cerchio bianco · d5 cerchio bianco · a4 cerchio bianco · b4 cerchio bianco · c4 cerchio bianco · d4 torre del bianco · e4 cerchio bianco · f4 cerchio bianco · g4 cerchio bianco · h4 cerchio bianco · d3 cerchio bianco · d2 cerchio bianco · d1 cerchio bianco | d8 cerchio bianco · d7 cerchio bianco · d6 cerchio bianco · d5 cerchio bianco · a4 cerchio bianco · b4 cerchio bianco · c4 cerchio bianco · d4 torre del bianco · e4 cerchio bianco · f4 cerchio bianco · g4 cerchio bianco · h4 cerchio bianco · d3 cerchio bianco · d2 cerchio bianco · d1 cerchio bianco | d8 cerchio bianco · d7 cerchio bianco · d6 cerchio bianco · d5 cerchio bianco · a4 cerchio bianco · b4 cerchio bianco · c4 cerchio bianco · d4 torre del bianco · e4 cerchio bianco · f4 cerchio bianco · g4 cerchio bianco · h4 cerchio bianco · d3 cerchio bianco · d2 cerchio bianco · d1 cerchio bianco | d8 cerchio bianco · d7 cerchio bianco · d6 cerchio bianco · d5 cerchio bianco · a4 cerchio bianco · b4 cerchio bianco · c4 cerchio bianco · d4 torre del bianco · e4 cerchio bianco · f4 cerchio bianco · g4 cerchio bianco · h4 cerchio bianco · d3 cerchio bianco · d2 cerchio bianco · d1 cerchio bianco | d8 cerchio bianco · d7 cerchio bianco · d6 cerchio bianco · d5 cerchio bianco · a4 cerchio bianco · b4 cerchio bianco · c4 cerchio bianco · d4 torre del bianco · e4 cerchio bianco · f4 cerchio bianco · g4 cerchio bianco · h4 cerchio bianco · d3 cerchio bianco · d2 cerchio bianco · d1 cerchio bianco | d8 cerchio bianco · d7 cerchio bianco · d6 cerchio bianco · d5 cerchio bianco · a4 cerchio bianco · b4 cerchio bianco · c4 cerchio bianco · d4 torre del bianco · e4 cerchio bianco · f4 cerchio bianco · g4 cerchio bianco · h4 cerchio bianco · d3 cerchio bianco · d2 cerchio bianco · d1 cerchio bianco | 3 |
| 2 | d8 cerchio bianco · d7 cerchio bianco · d6 cerchio bianco · d5 cerchio bianco · a4 cerchio bianco · b4 cerchio bianco · c4 cerchio bianco · d4 torre del bianco · e4 cerchio bianco · f4 cerchio bianco · g4 cerchio bianco · h4 cerchio bianco · d3 cerchio bianco · d2 cerchio bianco · d1 cerchio bianco | d8 cerchio bianco · d7 cerchio bianco · d6 cerchio bianco · d5 cerchio bianco · a4 cerchio bianco · b4 cerchio bianco · c4 cerchio bianco · d4 torre del bianco · e4 cerchio bianco · f4 cerchio bianco · g4 cerchio bianco · h4 cerchio bianco · d3 cerchio bianco · d2 cerchio bianco · d1 cerchio bianco | d8 cerchio bianco · d7 cerchio bianco · d6 cerchio bianco · d5 cerchio bianco · a4 cerchio bianco · b4 cerchio bianco · c4 cerchio bianco · d4 torre del bianco · e4 cerchio bianco · f4 cerchio bianco · g4 cerchio bianco · h4 cerchio bianco · d3 cerchio bianco · d2 cerchio bianco · d1 cerchio bianco | d8 cerchio bianco · d7 cerchio bianco · d6 cerchio bianco · d5 cerchio bianco · a4 cerchio bianco · b4 cerchio bianco · c4 cerchio bianco · d4 torre del bianco · e4 cerchio bianco · f4 cerchio bianco · g4 cerchio bianco · h4 cerchio bianco · d3 cerchio bianco · d2 cerchio bianco · d1 cerchio bianco | d8 cerchio bianco · d7 cerchio bianco · d6 cerchio bianco · d5 cerchio bianco · a4 cerchio bianco · b4 cerchio bianco · c4 cerchio bianco · d4 torre del bianco · e4 cerchio bianco · f4 cerchio bianco · g4 cerchio bianco · h4 cerchio bianco · d3 cerchio bianco · d2 cerchio bianco · d1 cerchio bianco | d8 cerchio bianco · d7 cerchio bianco · d6 cerchio bianco · d5 cerchio bianco · a4 cerchio bianco · b4 cerchio bianco · c4 cerchio bianco · d4 torre del bianco · e4 cerchio bianco · f4 cerchio bianco · g4 cerchio bianco · h4 cerchio bianco · d3 cerchio bianco · d2 cerchio bianco · d1 cerchio bianco | d8 cerchio bianco · d7 cerchio bianco · d6 cerchio bianco · d5 cerchio bianco · a4 cerchio bianco · b4 cerchio bianco · c4 cerchio bianco · d4 torre del bianco · e4 cerchio bianco · f4 cerchio bianco · g4 cerchio bianco · h4 cerchio bianco · d3 cerchio bianco · d2 cerchio bianco · d1 cerchio bianco | d8 cerchio bianco · d7 cerchio bianco · d6 cerchio bianco · d5 cerchio bianco · a4 cerchio bianco · b4 cerchio bianco · c4 cerchio bianco · d4 torre del bianco · e4 cerchio bianco · f4 cerchio bianco · g4 cerchio bianco · h4 cerchio bianco · d3 cerchio bianco · d2 cerchio bianco · d1 cerchio bianco | 2 |
| 1 | d8 cerchio bianco · d7 cerchio bianco · d6 cerchio bianco · d5 cerchio bianco · a4 cerchio bianco · b4 cerchio bianco · c4 cerchio bianco · d4 torre del bianco · e4 cerchio bianco · f4 cerchio bianco · g4 cerchio bianco · h4 cerchio bianco · d3 cerchio bianco · d2 cerchio bianco · d1 cerchio bianco | d8 cerchio bianco · d7 cerchio bianco · d6 cerchio bianco · d5 cerchio bianco · a4 cerchio bianco · b4 cerchio bianco · c4 cerchio bianco · d4 torre del bianco · e4 cerchio bianco · f4 cerchio bianco · g4 cerchio bianco · h4 cerchio bianco · d3 cerchio bianco · d2 cerchio bianco · d1 cerchio bianco | d8 cerchio bianco · d7 cerchio bianco · d6 cerchio bianco · d5 cerchio bianco · a4 cerchio bianco · b4 cerchio bianco · c4 cerchio bianco · d4 torre del bianco · e4 cerchio bianco · f4 cerchio bianco · g4 cerchio bianco · h4 cerchio bianco · d3 cerchio bianco · d2 cerchio bianco · d1 cerchio bianco | d8 cerchio bianco · d7 cerchio bianco · d6 cerchio bianco · d5 cerchio bianco · a4 cerchio bianco · b4 cerchio bianco · c4 cerchio bianco · d4 torre del bianco · e4 cerchio bianco · f4 cerchio bianco · g4 cerchio bianco · h4 cerchio bianco · d3 cerchio bianco · d2 cerchio bianco · d1 cerchio bianco | d8 cerchio bianco · d7 cerchio bianco · d6 cerchio bianco · d5 cerchio bianco · a4 cerchio bianco · b4 cerchio bianco · c4 cerchio bianco · d4 torre del bianco · e4 cerchio bianco · f4 cerchio bianco · g4 cerchio bianco · h4 cerchio bianco · d3 cerchio bianco · d2 cerchio bianco · d1 cerchio bianco | d8 cerchio bianco · d7 cerchio bianco · d6 cerchio bianco · d5 cerchio bianco · a4 cerchio bianco · b4 cerchio bianco · c4 cerchio bianco · d4 torre del bianco · e4 cerchio bianco · f4 cerchio bianco · g4 cerchio bianco · h4 cerchio bianco · d3 cerchio bianco · d2 cerchio bianco · d1 cerchio bianco | d8 cerchio bianco · d7 cerchio bianco · d6 cerchio bianco · d5 cerchio bianco · a4 cerchio bianco · b4 cerchio bianco · c4 cerchio bianco · d4 torre del bianco · e4 cerchio bianco · f4 cerchio bianco · g4 cerchio bianco · h4 cerchio bianco · d3 cerchio bianco · d2 cerchio bianco · d1 cerchio bianco | d8 cerchio bianco · d7 cerchio bianco · d6 cerchio bianco · d5 cerchio bianco · a4 cerchio bianco · b4 cerchio bianco · c4 cerchio bianco · d4 torre del bianco · e4 cerchio bianco · f4 cerchio bianco · g4 cerchio bianco · h4 cerchio bianco · d3 cerchio bianco · d2 cerchio bianco · d1 cerchio bianco | 1 |
|   | a | b | c | d | e | f | g | h |   |

La partita inizia con quattro torri, due per colore, ognuna in uno degli angoli della scacchiera. Le torri bianche iniziano la partita nelle case indicate in notazione algebrica come a1 e h1 mentre le torri nere iniziano nelle case a8 e h8.
La torre si muove sia orizzontalmente sia verticalmente per il numero di caselle libere che ha a disposizione. Come è il caso della maggior parte dei pezzi, la torre cattura un pezzo dell'avversario tramite l'occupazione della casa su cui si trova il pezzo da catturare. È interessante notare che la torre, se non ostacolata nel suo movimento da un pezzo o un pedone, controlla sempre 14 case, indipendentemente dalla sua posizione. Una mossa particolare della torre, che si effettua insieme al re, è l'arrocco. Questa particolare mossa serve a mettere il re in una posizione più sicura (più laterale, coperto da pedoni e affiancato da una torre in posizione più centrale rispetto all'inizio della partita). È l'unica mossa nel gioco degli scacchi che coinvolge nello stesso momento due pezzi presenti sulla scacchiera.

## Il ruolo durante il gioco
La forza delle torri è considerata maggiore di quella sia dell'alfiere sia del cavallo e lo scambio di un alfiere o di un cavallo con una torre viene definito come uno scambio conveniente (chiamato guadagno della qualità). La maggiore forza è peraltro dimostrata nel finale di partita, dove una torre con il suo Re è in grado di vincere contro il solo Re avversario, cosa impossibile da ottenere mediante l'aiuto al Re da parte di un cavallo o di un alfiere. Due torri insieme vengono considerate leggermente più potenti di una donna. In conclusione la donna e la torre sono chiamati pezzi pesanti mentre l'alfiere e il cavallo sono chiamati pezzi leggeri.
Al momento dell'apertura le torri non sono difese da altri pezzi. È dunque consigliabile "unire" le due torri sulla prima traversa (traversa 1 per il Bianco; traversa 8 per il Nero), ad esempio tramite l'arrocco. In questa posizione le due torri si difendono a vicenda e possono essere facilmente spostate per coprire le colonne strategicamente più importanti.
Uno scopo importante delle torri è di andare a coprire delle colonne "aperte" (cioè libere da pedoni sia amici che nemici) o "semi-aperte" (occupate solo da pedoni nemici). Da questa posizione la torre non è esposta ad alto rischio e, tuttavia, controlla ogni casa sulla colonna che occupa. Se, dal punto di vista strategico, una colonna acquista particolare importanza, il giocatore può posizionare una torre una o più case in avanti e posizionare l'altra torre dietro la prima (sulla stessa colonna). Questa manovra si chiama "raddoppiare le torri".
Il fucile (o  cannone) di Alekhine è la versione estrema di questa manovra, dato che, sulla stessa colonna, si trovano le due torri e la donna, in qualsiasi ordine. Aiutandosi reciprocamente, i tre pezzi ottengono una grandissima forza.
Una posizione molto forte da occupare con una torre è la settima traversa (se Bianco, la seconda traversa se Nero), perché in questa posizione si minacciano i pedoni ancora non avanzati dell'avversario e si limitano i movimenti del re avversario. Due torri sulla penultima traversa dell'avversario sono spesso sufficienti per forzare la vittoria o, almeno, la patta tramite lo scacco perpetuo.
Le torri acquistano maggiore potenza verso la fine della partita in quanto la scacchiera è meno bloccata da pedoni e dunque possono controllare un numero maggiore di case. Non sono molto agili nell'evitare che un pedone riesca ad ottenere la promozione, a meno che non si trovino nella stessa colonna occupata dal pedone. Per lo stesso principio una torre può essere utile per fare promuovere un proprio pedone difendendolo da dietro.